# Dolina Kamienna
Dolina Kamienna (niem. Steingrund) – dolina górska w Sudetach Środkowych w Górach Sowich w woj. dolnośląskim. 

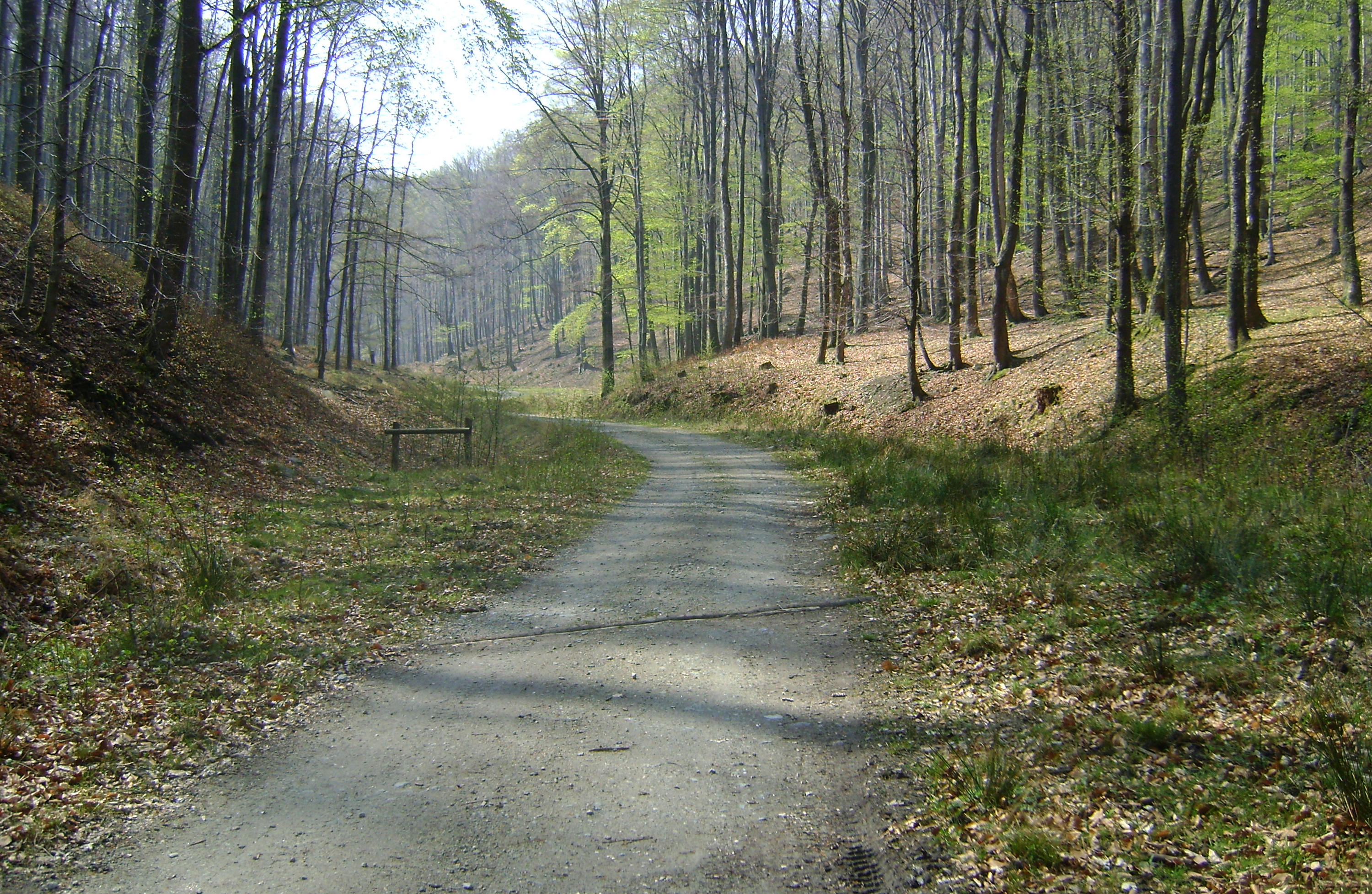
Dolina Kamienna od strony północno-wschodniej

Dolina położona jest na terenie Parku Krajobrazowego Gór Sowich, w północno-zachodnim fragmencie Gór Sowich, około 2,5 km na południowy zachód od centrum Bielawy, powyżej osiedla Kamieniczki.
Dolina Kamienna wcina się w północno-wschodnią krawędź środkowej części Gór Sowich, powyżej Kamieniczek, tworząc strome, głęboko wcięte obniżenie, którym płynie potok Brzęczek. Dolina wypreparowana jest w sowiogórskich gnejsach skałach metamorficznego pochodzenia. Rzeźba doliny jest wynikiem ruchów tektonicznych, związanych z powstawaniem brzeżnego uskoku sudeckiego. W miejscu przechodzenia uskoku, w pobliżu północno-wschodniej krawędzi Gór Sowich, nastąpiło rozerwanie ciągłości skał oraz rozluźnienie i zniszczenie skalnego podłoża. Największy wpływ na rzeźbę doliny miało zlodowacenie bałtyckie, a późniejsza erozja doprowadziła do powstania erozyjnego obniżenia w kształcie wąwozu, tworząc dolinę. Dolina w całości porośnięta jest lasem bukowo-świerkowym regla dolnego. Ciągnie się na długości około 2 km przy różnicy wzniesień około 280 m, od granicy parku krajobrazowego, po wzniesienia Żebraka i Kopistej, gdzie źródła ma potok Brzęczka. Zbocza Doliny Kamiennej miejscami przechodzą w urwiska skalne.